# Frans Wilhelm Rothsten
Frans Wilhelm Rothsten, född 14 september 1833 i Björneborg, död 19 juli 1900 i Åbo, var en finländsk skriftställare och skolman.
Rothsten, som var filosofie magister, verkade som flerårig sekreterare vid Finska litteratursällskapet som befordrare av alla detta sällskaps många strävanden för riktandet och utbildandet av den finska litteraturen. Självständigt utgav han ett latinsk-finskt lexikon, som tillika utgör en rik samling av synonyma ord i det på dylika så rika finska språket. Han utarbetade en prisbillig upplaga av Kalevala, som han försåg med företal, sak- och ordförklaringar samt mytologiskt register.